# Хетеньи, Золтан
Золтан Хетеньи (венг. Hetényi Zoltán; род. 18 февраля 1988, Будапешт) — венгерский хоккеист, вратарь.

## Карьера
Начинал выступать в венгерских командах «Дунаферр», «Ференцварош» и американском «Чикаго Джи-Си-И». В 2004 году перешёл в клуб «Альба Волан», в составе которого стал вызываться в сборную — сыграл на трёх молодёжных чемпионатах мира в низшем дивизионе. В 2007/2008 годах временно отправился в японский клуб «Саппоро», поскольку уступил место в основе Кристиану Будаю. В 2008 году в рамках чемпионата мира в Первом дивизионе дебютировал за сборную Венгрии, в течение 178 минут сохранял ворота в неприкосновенности (первую шайбу пропустил только в пятой игре).
В мае 2009 года был добавлен в список игроков, которые потенциально могут быть задрафтованы клубами КХЛ, однако так и не был никем задрафтован. На чемпионате мира 2009 провёл всего три матча, пропустив там шесть шайб. Все три матча Венгрия проиграла и по итогам турнира вылетела из высшего дивизиона, заняв последнее 16-е место.
В апреле 2010 года он снова выступил на чемпионате мира в Словении в рамках I дивизиона (группа B) и стал лучшим вратарём по итогам соревнования, но даже это не помогло венграм вернуться в следующем году на ЧМ — 2 место в I дивизионе группы B. В мае 2010 года финский клуб «Пеликанс» пригласил игрока на тренировку и обследование, которое длилось две недели. Финны предложили Хетеньиконтракт на два года, но он отказался. В том же году Хетеньиполучил приз лучшего молодого игрока чемпионата Венгрии. С 2011 года играл за клуб «Йокерит».
Учится на экономиста в Дебреценском университете.